# Ermitoris i restes d'un poblat medieval al Pou del Merli
Ermitoris i restes d'un poblat medieval al Pou del Merli és una obra de Martorell (Baix Llobregat) inclosa a l'Inventari del Patrimoni Arquitectònic de Catalunya.

## Descripció
Els ermitoris són tres, dos dels quals han estat modificats posteriorment. L'altre es conserva força bé i és el més interessant. Excavat artificialment a la roca, amb l'entrada a migjorn. La paret de façana, de pedra calcària, es tallà amb instruments de ferro, formant un rectangle enfonsat. De planta ovalada i coberta de volta, té un banc interior rebaixada i un armariet al fons. S'hi trobà ceràmica dels primers segles medievals. Al cim del cingle on s'obren els ermitoris hi ha restes d'un poblat, probablement alt medieval, amb restes d'una rotonda de 6,5 m de diàmetre, de pedra seca, altres parets rectangulars i restes de la muralla.

## Història
No es conserva documentació antiga d'aquesta zona. Manuel Riu, per deducció històrica i comparació d'estructures, ha assenyalat com a probable una datació vers el segles IX i X.